# Allenius
Allenius – rodzaj chrząszczy z rodziny biedronkowatych i podrodziny Microweiseinae. Obejmuje dwa opisane gatunki.

## Morfologia
Chrząszcze o podługowato-owalnym, wysklepionym ciele długości od 1,3 do 1,4 mm i szerokości około 0,7 mm. Ubarwienie mają żółtawe do rudawego, z jaśniejszą przednią połową przedplecza i pośrodkowymi plamami na pokrywach. Wierzch ciała jest pokryty rozproszonymi punktami i porośnięty drobnymi szczecinkami.
Dwukrotnie dłuższa niż szersza, spłaszczona głowa jest w spoczynku wycofana pod przedplecze. Czułki buduje dziesięć członów, z których czwarty jest dłuższy niż trzeci, piąty poprzeczny i bardzo krótki, a cztery ostatnie formują zwartą buławkę. Frontoklipeus jest wokół panewek czułkowych wykrojony, wzdłuż boków obrzeżony. Bruzdy podczułkowe nie występują. Zbudowane z około 14 dużych omatidiów oczy złożone są niewyraźnie owłosione i trzykrotnie krótsze od skroni. Żuwaczki mają szerokie mole i zredukowane prosteki. Szczęki mają pozbawione dołków palpifery i wydłużone, stożkowate człony końcowe głaszczków szczękowych. Warga dolna ma lekko trójkątny przedbródek, wąskie podbródek i bródkę, błoniasty języczek oraz wąsko odseparowane głaszczki wargowe. Wydłużona gula lekko rozszerza się ku szczytowi.
Przedplecze jest tak długie jak szerokie, najszersze u podstawy, pośrodku lekko przewężone, ku przodowi wyciągnięte, spłaszczone, o rozwartych kątach przednich niewydzielonych liniami od wypukłego dysku. Kształt tarczki jest trójkątny. Pokrywy są wypukłe i mają wąskie i niepełne epipleury. Skrzydła tylnej pary są wykształcone. Przedpiersie wypuszcza ku przodowi zasłaniający narządy gębowe płat, a między biodrami formuje niemal równoległoboczny wyrostek z żeberkami. Poprzeczne zapiersie ma opadające i zbliżone do bocznych brzegów linie udowe. Smukłe odnóża kończą się trójczłonowymi stopami o niezmodyfikowanych pazurkach.
Odwłok ma sześć widocznych na spodzie sternitów (wentrytów), z których pierwszy jest półtora raza dłuższy niż drugi i zaopatrzony w niepełne, łukowate linie udowe, pozbawiony zaś linii dodatkowych. Samiec ma niesymetrycznie Y-kształtne spiculum gastrale oraz długie i zakrzywione prącie. Samica ma zaokrągloną, zesklerotyzowaną spermatekę, zaopatrzoną w krótkie infundibulum torebkę kopulacyjną oraz trójkątne pokładełko o zredukowanych, szczytowo osadzonych gonostylikach.

## Rozprzestrzenienie
Rodzaj północnoamerykański. Jeden z gatunków znany jest z Idaho i Montany w Stanach Zjednoczonych, a drugi z Kalifornii Dolnej w Meksyku.

## Taksonomia
Do rodzaju zalicza się dwa opisane gatunki:
- Allenius californianus Escalona et Ślipiński, 2012
- Allenius iviei Escalona et Ślipiński, 2012

Rodzaj i oba znane gatunki opisane zostały po raz pierwszy w 2012 roku przez Hermesa Escalonę i Adama Ślipińskiego na łamach „Systematic Entomology” w ramach rewizji podrodziny. Nazwę rodzajową nadano na cześć koleopterologa, Alberta Allena. Z analizy filogenetycznej przeprowadzonej przez Escalonę i Ślipińskiego wynika zajmowanie przez Allenius w obrębie Microweiseini pozycji siostrzanej względem rodzaju Nipus. Taki sam wynik uzyskany został również w 2020 roku przez Karola Szawaryna, Jaroslava Větrovca i Wiolettę Tomaszewską.